# Dorfkirche Güssefeld

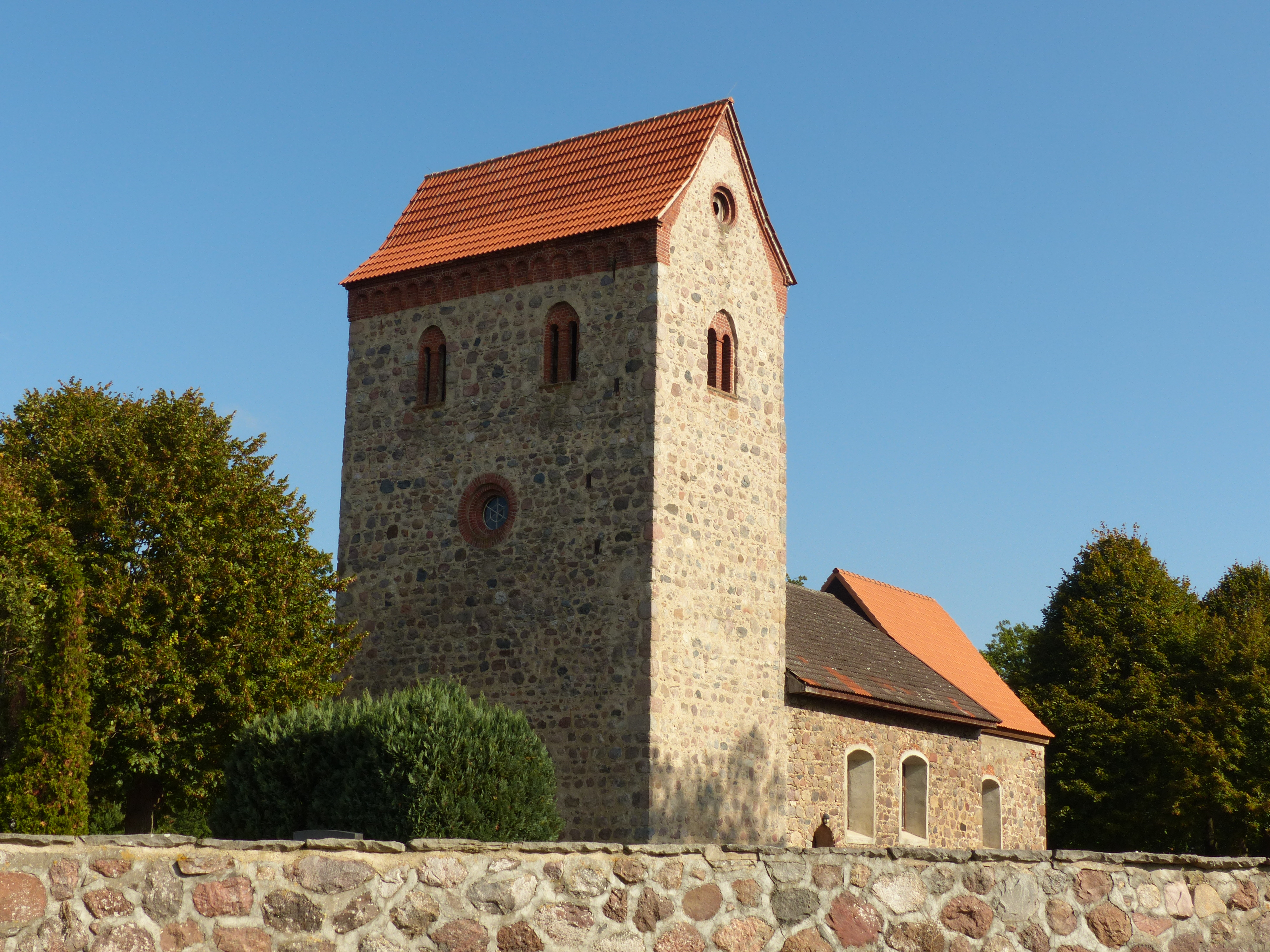
Dorfkirche Güssefeld

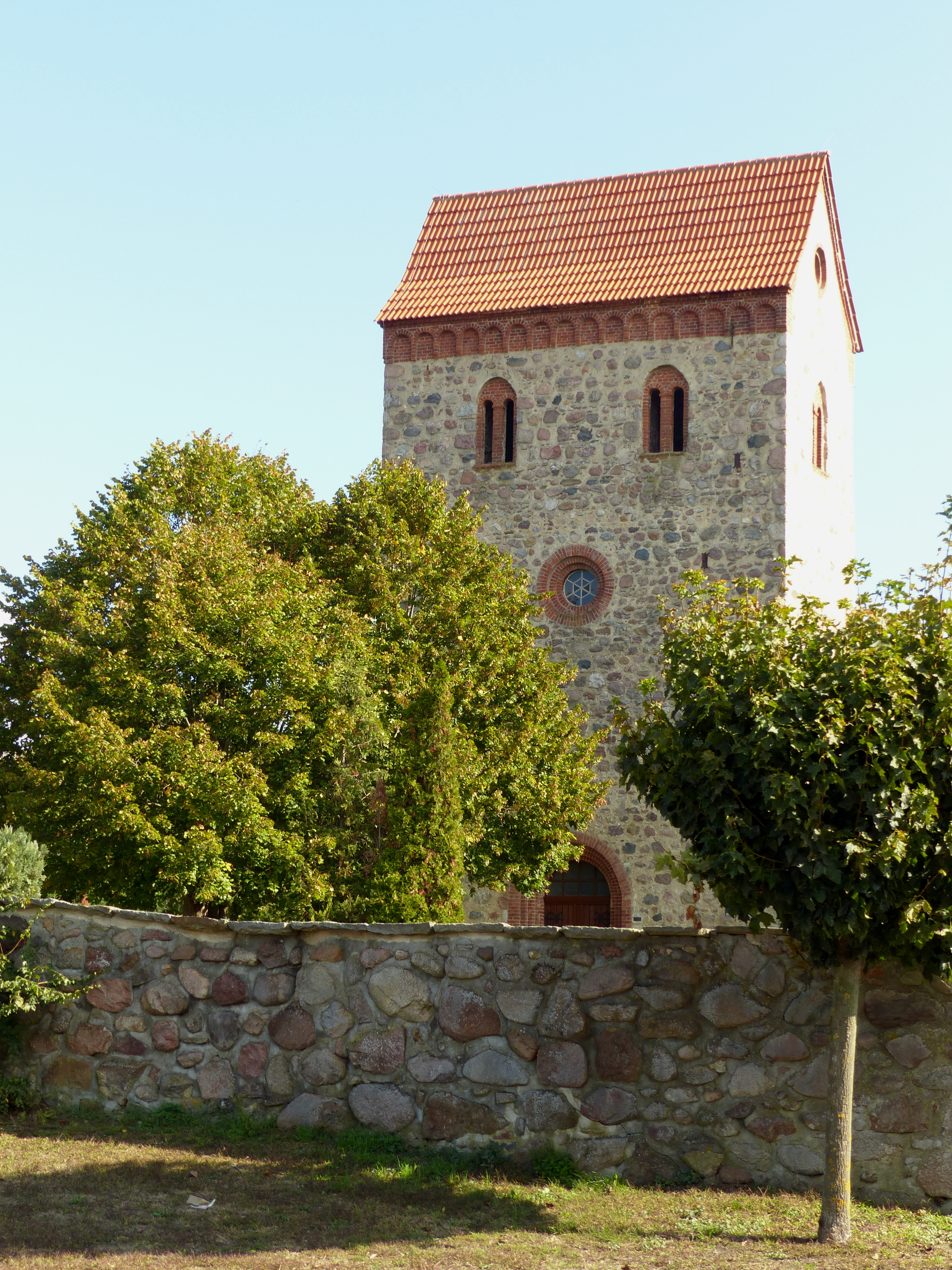
Westansicht

Die evangelische Dorfkirche Güssefeld ist eine romanische Saalkirche im Ortsteil Güssefeld von Kalbe (Milde) im Altmarkkreis Salzwedel in Sachsen-Anhalt. Sie gehört zum Pfarrbereich Kalbe-Kakerbeck im Kirchenkreis Salzwedel der Evangelischen Kirche in Mitteldeutschland.

## Geschichte und Architektur
Die Kirche aus Feldsteinmauerwerk liegt auf dem mit einer Feldsteinmauer umgebenen, erhöhten Friedhof am südwestlichen Dorfrand. Sie ist eine spätromanische Saalkirche in vollständiger Anlage mit eingezogenem quadratischem Chor, Apsis und schiffsbreitem Westquerturm aus der ersten Hälfte des 13. Jahrhunderts. Auf der Südseite sind das Schiffsportal und die Priesterpforte in der originalen, leicht spitzbogigen Form erhalten; in den Schiffseitenwänden wurden je zwei Fenster vermauert. Am Turm sind an der Ost- und Westseite je zwei spitzbogige Schallöffnungen angeordnet, die gekuppelten Backsteinausmauerungen sind wahrscheinlich jünger, Restaurierungen erfolgten in den Jahren 1736/1737 und 1889; im Jahr 1972 stürzte der Turmdachreiter in das Schiff und zerstörte die gesamte Ausstattung; danach wurde das Schiffsdach mit niedrigerer Firsthöhe erneuert. In den 1980er Jahren wurden die spätromanischen Wandmalereien des 13. Jahrhunderts in der Apsiskalotte aufgedeckt, die eine Majestas Domini zwischen den vier Evangelistensymbolen darstellen, darunter stark beschädigte Reste von Figuren, welche vermutlich die zwölf Apostel zeigen. Diese Wandmalereien stammen vermutlich noch aus der Bauzeit der Kirche.

## Ausstattung
Die große Glocke von 1467 trägt eine Minuskelinschrift: „a(nn)o domini m cccclxvii + help ihesus vn maria oh hovet frowe sancta maria magdalena“. Die kleine Glocke aus dem Jahr 1506 ging im Ersten Weltkrieg verloren und wurde durch eine Stahlglocke aus dem Jahr 1923 ersetzt.